# Onchulus longicauda
Onchulus longicauda är en rundmaskart som först beskrevs av Daday 1899.  Onchulus longicauda ingår i släktet Onchulus och familjen Prismatolaimidae. Inga underarter finns listade i Catalogue of Life.